# Форд, Артур
Артур Форд (8 января 1896 года — 4 января 1971 года) — американский экстрасенс, медиум и ясновидящий. Биограф Аллена Спраггетт приравняла его к известному экстрасенсу Дэниэлу Дангласу Хьюму. После сеанса, Уильям Макдугал, психолог из Гарвардского университета и президент Американского общества психических исследований, сказал что Форд обладает сверхъестественными способностями.

## Ранние годы
Артур Форд родился 8 января 1896 в небольшом городке Титусвилл, штат Флорида. Он изучал христианство и ему была предложена христианская стипендия в 1917 году в Трансильванском университете в г. Лексингтон, штат Кентукки. Он был рукоположен на служение апостолов, и служил в церкви в Барбурвилле, штат Кентукки, до 1924 года, до начала своего турне.
Артур Форд утверждал, что во время Первой мировой войны на службе в армии во Франции ему слышались имена сослуживцев, которые вот-вот умрут от Испанского гриппа 1918 года. Позже ему слышались имена солдат, которые в течение ближайших дней будут появляться списках жертв несчастных случаев. Их имена позже располагались в той же последовательности в списке, как и у ранее записанном накануне списке Форда. Форд утверждал, что в Индии он научился методам сознательной проекции от индуистского религиозного учителя Свами Парамаханса Йогананды и постоянно оставался в контакте с ним. Форд заявлял, что индуисты называли его Давидом, что означало «дверь в небеса».
После войны он исследовал предполагаемые психические явления и стал экстрасенсом в 1921 году. В 1924 году Форд совершил турне по странам Новой Англии. Форд утверждал, что может читать мысли.